# Андреев, Александр Алексеевич (депутат Государственной думы)
Алекса́ндр Алексе́евич Андре́ев (1868—1913) — земский врач, депутат Государственной думы Российской империи I созыва от Самарской губернии.

## Биография
Русский, православный. Учился на медицинском факультете Петербургского университета, но вскоре после 1 марта 1887 года («второго 1-го марта») вместе со многими другими студентами был исключен за участие в студенческих волнениях. Окончил Юрьевский университет в 1893 году, получил звание лекаря. Защитил докторскую диссертацию в петербургской Медико-хирургической академии, получил звание доктор медицины. Начал работу уездным земским врачом Бугульминского уезда Самарской губернии. Стал членом уездной земской управы.
26 марта 1906 года был Андреев был избран в Государственную думу I созыва от общего состава выборщиков Самарского губернского избирательного собрания. После этого был арестован. Выпущен из тюрьмы за 3 дня до открытия Первой Государственной Думы. Входил в Трудовую группу. Член Комиссии о гражданском равенстве. Подписал заявления: «О гражданском равенстве», «О порядке занятий Государственной Думы», «Об образовании местных аграрных комитетов». Организовал в Бугульминском уезде комитет Трудовой группы.
За подписание «Выборгского воззвания» приговорен к 3 месяцам тюрьмы и лишен избирательных прав. Поддерживал связи с Трудовой группой после роспуска Государственной думы II созыва.
Умер в 1913 году.